# Abuna Ginde Beret
Pour les articles homonymes, voir Beret.
Abuna Ginde Beret (en oromo : Abuunaa Gindabarat) est un woreda du centre-ouest de l'Éthiopie situé dans la zone Ouest Shewa de la région Oromia. Détaché du woreda Ginde Beret en 1997, il a 109 275 habitants en 2007 et son centre administratif est Bake Kelate.
Bake Kelate, également appelé Beke Kelate ou Beke Qelate, se trouve environ 170 km au nord-ouest d'Addis-Abeba et 130 km au nord-nord-est d'Ambo.
Bordé au nord par le Nil Bleu qui le sépare de la région Amhara, bordé  à l'est par la rivière Muger qui le sépare de la zone Nord Shewa de la région Oromia, le woreda Abuna Ginde Beret est entouré dans la zone Ouest Shewa par Meta Robi, Jeldu et Ginde Beret.
Le recensement national de 2007 fait état pour ce woreda d'une population de 109 275 habitants dont 2 % de citadins.
La seule agglomération recensée est Beke Qelate avec 2 705 habitants. 
La majorité des habitants (62 %) sont protestants, 26 % sont orthodoxes et 11 % sont de religions traditionnelles africaines.
En 2022, la population du woreda est estimée à 154 618 personnes avec une densité de population de 137 personnes par km2 et 1 126 km2 de superficie.